# Kamen Rider Black RX
Kamen Rider Black RX (仮面ライダーBLACK RX?, Kamen Raidā Burakku Āru Ekkusu) è una serie tokusatsu supereroistica e nona del franchise Kamen Rider.
Venne prodotta dalla Ishinomori Productions e dalla Toei Company e trasmessa sul Mainichi Broadcasting System e sul Tokyo Broadcasting System dal 23 ottobre 1988 al 24 settembre 1989 per un totale di 47 episodi.
La serie è un seguito diretto di Kamen Rider Black e la prima a mostrare un team-up con i 10 Kamen Rider precedenti dopo lo special televisivo 10gō tanjō! Kamen Raider zen'in shūgō!!.
La serie venne adattata dalla Saban Entertainment in Masked Rider - Il cavaliere mascherato, giunta anche in Italia dove fu trasmessa su Italia 1 dal 1996.
Questa americanizzazione mostrò storia e personaggi molto diversi rispetto all'originale Black RX.
Kamen Rider Black RX è l'ultima serie di Kamen Rider realizzata nel periodo Shōwa.

## Trama
È passato quasi un anno dalla caduta di Gorgom e Kohtaro Minami si è trovato un lavoro come pilota di elicotteri in un'impresa della famiglia Sahara.
Kotaro venne catturato dagli alieni dell'Impero Crisis che gli offrono un posto nel loro gruppo.
Dopo che Kotaro ha rifiutato, la sua King Stone viene frantumata per poi venire scagliato fuori nello spazio dove le radiazioni del sole modificarono la King Stone e lo mutarono in Kamen Rider Black RX.
Con i suoi nuovi poteri, Kotaro combatte L'Impero Crisis che mira a conquistare la Terra.
Alla fine della serie, arrivano i primi 10 Kamen Rider in aiuto di Black RX e quest'ultimo si confronterà con l'Imperatore Crisis in persona.
Black RX è il primo Kamen Rider ad avere varie modalità di combattimento oltre a quella standard; Può trasformarsi in Roborider (specializzato in armi da fuoco) e in Biorider (capace di trasformarsi in liquido e ha poteri curativi).

## Caratteristiche di Black RX
Kamen Rider Black RX è stato il primo Rider ad avere forme multiple: Robo Rider e Bio Rider. L'idea delle forme multiple verrà ripetuto spesso nelle serie Heisei.
Black RX
Kamen Rider Black RX è un eroe fotosintetico, nonché la forma evoluta di Kamen Rider Black, usando il sole come fonte di energia. Dopo che Kotaro si è trasformato in Black RX dice Sono il figlio del sole! Kamen Rider Black RX! (俺は太陽の子！仮面ライダーBLACK RX Ore wa Taiyō no Ko! Kamen Raidā Burakku Āru Ekkusu). Black RX usa il Macro Eye per trovare oggetti nascosti e individuare i punti deboli dei mostri. La sua arma principale è la spada Revolcane ed esegue anche un Rider Kick, l'RX Kick (RXキック Āru Ekkusu Kikku).
RoboRider
RoboRider (ロボライダー Robo Raidā), noto come il Principe delle Fiamme, è la forma corazzata di Black RX che si manifesta attraverso la tristezza per amore dell'umanità. In questa forma, Black RX appare più possente e robotico, con l'armatura colorata in giallo e nero. Roborider compensa la carenza di agilità con la sua grande forza fisica e resistenza e l'abilità di assorbire calore. La sua è la pistola laser Vorthec Shooter ed esegue il Robo Punch (ロボパンチ Robo Panchi).
BioRider
BioRider(バイオライダー Baio Raidā),noto come il Principe della Natura, è la forma di RX che si manifesta attraverso la rabbia. L'armatura diventa più leggera e assume il colore blu. Anche se ha meno resistenza, Bio Rider ha una grande velocità e può trasformarsi in gel per sfuggire alle trappole e attaccare i nemici. La sua arma e la spada Bio Blade (バイオブレード Baio Burēdo).

## Episodi
1. Child of the Sun! RX (太陽の子だ！RX Taiyō no Ko da! Āru Ekkusu?)
2. Covered In Light! RX (光を浴びて！RX Hikari o Abite! Āru Ekkusu?)
3. RX vs The Knight Of Wind (RX対風の騎士 Āru Ekkusu Tai Kaze no Kishi?)
4. The Car Of Light, Rideron (光の車ライドロン Hikari no Kuruma Raidoron?)
5. Cave Exploration's Falling Hole (洞窟探検の落し穴 Dōkutsu Tanken no Otoshiana?)
6. The Strange Demon Extraterrestrials' Great Riot! (怪魔ＥＴ大暴れ！ Kaima Ī Tī Ō Abare!?)
7. SOS! The Story Of Friendship (ＳＯＳ！友情の輪 Esu Ō Esu! Yūjō no Wa?)
8. Papa's And Mama's Secret (パパとママの秘密 Papa to Mama no Himitsu?)
9. Maribaron's Witchcraft (マリバロンの妖術 Maribaron no Yōjutsu?)
10. Surprised With Replicas (ニセ者でドッキリ Nisemono de Dokkiri?)
11. The Scraps' Revolt (スクラップの反乱 Sukurappu no Hanran?)
12. The Assassin In Dreams (夢の中の暗殺者 Yume no Naka no Ansatsusha?)
13. The Targeted Strange Demon Girl (狙われた怪魔少女 Nerawareta Kaima Shōjo?)
14. Hitomi-chan Kidnapped (ひとみちゃん誘拐 Hitomi-chan Yūkai?)
15. Robo Rider Birth (ロボライダー誕生 Roboraidā Tanjō?)
16. The Miraculous Valley's Princess (奇跡の谷の姫君 Kiseki no Tani no Himegimi?)
17. Bio Rider! (バイオライダー！ Baioraidā!?)
18. Mystery! Swimming In The Air Of Dreams (怪！夢の空中遊泳 Kai! Yume no Kūchū Yūei?)
19. The Artificial Sun Of Terror! (恐怖の人工太陽！ Kyōfu no Jinkō Taiyō?)
20. The Banana Eating Ogre (バナナを喰う鬼 Banana o Kū Oni?)
21. The Front Of Love And Friendship (愛と友情の戦線 Ai to Yūjō no Sensen?)
22. Shadow Moon! (シャドームーン！ Shadō Mūn!?)
23. RX Became a Pig (ブタになったRX Buta ni Natta Āru Ekkusu?)
24. Papa is Dracula (パパはドラキュラ Papa wa Dorakyura?)
25. The Bride Of The Scorpion Seat (さそり座の花嫁 Sasoriza no Hanayome?)
26. Bosgun's Counterattack (ボスガンの反撃 Bosugan no Hangeki?)
27. Huge Counterattack! The Prince Of Shadows (大逆襲！影の王子 Dai Gyakushū! Kage no Ōji?)
28. Agent Of The Majestic Emperor (皇帝陛下の代理人 Kōtei Heika no Dairinin?)
29. World Without Water (水のない世界 Mizu no Nai Sekai?)
30. Tomorrow In Tears, Tokyo A Desert (明日なき東京砂漠 Ashita Naki Tōkyō Sabaku?)
31. The Woman who Saw the Evil Devil World (怪魔界を見た女 Kaimai o Mita On'na?)
32. The Sky Of Love And Hope (愛と希望の大空 Ai to Kibō no Ōzora?)
33. The Decisive Battle Of The Bridge Over The Straits (瀬戸大橋の大決戦 Setoōhashi no Dai Kessen?)
34. Making A Plan For The Shikoku Aircraft (四国空母化計画！！ Shikoku Kūboka Keikaku!!?)
35. Kotaro's Designated Arrangement!! (光太郎指名手配！！ Kōtarō Shimeitehai!!?)
36. Who's The Hero!? (ヒーローは誰だ！？ Hīrō wa Dare da!??)
37. Skinning With Tusks, Beastman Ninja Troop (牙むく獣人忍者隊 Kiba Muku Jūjin Ninja Tai?)
38. The Wicked Dance Troop Of The White Bone Field (白骨ケ原の妖舞団 Hakkotsugahara no Yōbu Dan?)
39. Running Explosion! Mini 4WD (爆走！ミニ４ＷＤ Bakusō! Mini Yon Daburu Dī?)
40. The Trap Of The Ghostly Housing Development (ユーレイ団地の罠 Yūrei Danchi no Wana?)
41. Terror Of The 100 Eyed Hag (百目婆ァの恐怖 Todome Babaa no Kyōfu?)
42. The Four Commanders Are Banished (四隊長は全員追放 Yon Taichō wa Zen'in Tsuihō?)
43. Defeated!! RX (敗れたり！RX Yaburetari! Āru Ekkusu?)
44. Fight! All Riders (戦え！全ライダー Tatakae! Zen Raidā?)
45. False Rider's Last Days (偽ライダーの末路 Nise Raidā no Matsuro?)
46. The Riders' All Out Charge (ライダーの総突撃 Raidā no Sō Totsugeki?)
47. A Shining Tomorrow! (輝ける明日 Kagayakeru Ashita?)

## Cast
- Kohtaro Minami (南 光太郎 Minami Kōtarō?) - Tetsuo Kurata
- Reiko Shiratori (白鳥 玲子 Shiratori Reiko?) - Jun Koyamaki (高野槇 じゅん Kōyamaki Jun?)
- Shunkichi Sahara (佐原 俊吉 Sahara Shunkichi?) - Makoto Akatsuka (赤塚 真人 Akatsuka Makoto?)
- Utako Sahara (佐原 唄子 Sahara Utako?) - Eri Tsuruma (鶴間 エリ Tsuruma Eri?)
- Joe of Haze (霞のジョー Kasumi no Jō?) - Rikiya Koyama
- Kyoko Matoba (的場 響子 Matoba Kyōko?) - Megumi Ueno (上野 めぐみ Ueno Megumi?)
- Goro (吾郎 Gorō?) - Jo Onodera (小野寺 丈 Onodera Jō?)
- Shigeru Sahara (佐原 茂 Sahara Shigeru?) - Go Inoue (井上 豪 Inoue Gō?)
- Hitomi Sahara (佐原 ひとみ Sahara Hitomi?) - Shoko Imura (井村 翔子 Imura Shōko?)
- Princess Garonia (Teenager Hitomi): Maho Maruyama
- Hayato Hayami (速水 隼人 Hayami Hayato?) - Minoru Sawatari (佐渡 稔 Sawatari Minoru?)
- Grand Lord Crisis (クライシス皇帝 Kuraishisu Kōtei?, Voice) - Gorō Naya
- General Jark (ジャーク将軍 Jāku Shōgun?, Voice) - Seizō Katō (1-44) and Hidekatsu Shibata (45 & 46)
- Maribaron (マリバロン Maribaron?) - Atsuko Takahata
- Bosgun (ボスガン Bosugan?, Voice) - Shōzō Iizuka
- Gatezawn (ガテゾーン Gatezōn?, Voice) - Toshimichi Takahashi (高橋 利道 Takahashi Toshimichi?)
- Gedorian (ゲドリアン Gedorian?, Voice) - Kazunori Arai (新井 一典 Arai Kazunori?)
- Chakram (チャックラム Chakkuramu?, Voice) - Atsuo Mori (森 篤夫 Mori Atsuo?)
- Dasmader (ダスマダー Dasumadā?) - Tetsuya Matsui (松井 哲也 Matsui Tetsuya?)
- Shadow Moon (シャドームーン Shadō Mūn?, Voice) - Masaki Terasoma
- King Stone (キングストーン Kingu Sutōn?, Voice) - Teiji Ōmiya
- Narrator (ナレーター Narētā?) - Issei Masamune (政宗 一成 Masamune Issei?)

Attori in costume
- Kamen Rider Black RX/Robo Rider/Bio Rider - Jiro Okamoto (岡元 次郎 Okamoto Jirō?)
- Robo Rider/Bio Rider/Shadow Moon - Tokio Iwata (岩田 時男 Iwata Tokio?)
- Robo Rider - Toshiyuki Kikuchi (菊地 寿幸 Kikuchi Toshiyuki?)
- General Jark - Toshimichi Takahashi
- Bosgan - Yoshikatsu Fujiki (藤木 義勝 Fujiki Yoshikatsu?)
- Gatezone - Takayuki Kitamura (北村 隆幸 Kitamura Takayuki?)
- Gedorian - Minoru Watanabe

## Sigle
Sigla di apertura
- Kamen Rider Black RX (仮面ライダーBLACK RX Kamen Raidā Burakku Āru Ekkusu)
  - Testi: Chinfa Kan.
  - Compositore: Eiji Kawamura
  - Cantata da: Takayuki Myaguchi.

Sigla di chiusura
- Dareka Ga Kimi o Aishiteru (誰かが君を愛してる,Qualcuno Ti Ama)
  - Testi: Chinfa Kan
  - Compositore: Tetsuji Hayashi.
  - Cantante: Takayuki Myaguchi.